# 告示
告示（こくじ）とは、国や地方公共団体などの公の機関が、必要な事項を公示する行為又はその行為の形式をいう。

## 告示の種類

### 告示を行う機関による種類
- 国の告示
  - 内閣の告示
  - 内閣府の告示
  - 各省の告示
  - 外局（庁・委員会）の告示
  - 裁判所の告示
  - その他の告示
- 地方自治体の告示

### 根拠法令による種類
国家行政組織法、地方自治法、公職選挙法、国籍法、土地収用法、都市計画法、不動産登記法、商業登記法等、公法・私法を問わず数多くの法令において一定の場合に一定の事項を告示するべきことが定められている。

## 告示の方法
告示は、以下の方法により行われる。
- 国の機関の告示は、官報に掲載する方法によって行われる（その後法令全書にも収録される）。
- 地方公共団体の機関の告示は、その地方公共団体の公報および掲示場に掲載する方法によって行われる。

## 告示の法的性質
告示の法的性質は、
- 法令を補充する法規（学習指導要領）
- 行政機関内部の行政規則
- 一般処分
- 事実行為
- 上記の複数の性質を同時に持つもの

など様々の性質のものがあるため個別に判断する必要がある。
法令としての性格を持つ告示は必要に応じて「改正」されたり「廃止」されたりすることがある。例えば「現代かな遣い」（昭和21年内閣告示第33号）及び「送り仮名の付け方」（昭和48年6月18日内閣告示第2号）は、常用漢字（昭和56年10月1日内閣告示第1号）の制定に伴って昭和56年10月1日内閣告示第2号及び昭和56年10月1日内閣告示第3号によりそれぞれ一部改正されており、また「常用漢字」（昭和56年10月1日内閣告示第1号）はその冒頭で「当用漢字」（昭和21年11月16日内閣告示第32号）のほか「当用漢字別表」（昭和23年2月16日内閣告示第1号）、「当用漢字字体表」（昭和24年4月28日内閣告示第1号）、「人名用漢字別表」（昭和26年5月25日内閣告示第1号）、「当用漢字音訓表」（昭和48年6月16日内閣告示第1号）及び「人名用漢字追加表」（昭和51年7月30日内閣告示第1号）を廃止する旨定めている。

## 告示の例

### 学習指導要領
- 学習指導要領
  - 小学校学習指導要領
  - 中学校学習指導要領
  - 高等学校学習指導要領
  - 特別支援学校小学部・中学部学習指導要領
  - 特別支援学校高等部学習指導要領

### 教育要領など
- 教育要領
  - 幼稚園教育要領
  - 特別支援学校幼稚部教育要領
- 保育所保育指針
- 幼保連携型認定こども園教育・保育要領

### 国語政策関係
国語政策に関する政策決定が内閣告示の形で示されている。
- 当用漢字（昭和21年11月16日内閣告示第32号）
- 現代かなづかい（昭和21年11月16日内閣告示第33号）
- 当用漢字別表（昭和23年2月16日内閣告示第1号）
- 当用漢字音訓表（昭和23年2月16日内閣告示第2号）
- 当用漢字字体表（昭和24年4月28日内閣告示第1号）
- 人名用漢字別表（昭和26年5月25日内閣告示第1号）
- ローマ字の綴り方（昭和29年12月9日内閣告示第1号）
- 送り仮名の付け方（昭和34年7月11日内閣告示第1号）
- 当用漢字音訓表（昭和48年6月16日内閣告示第1号）
- 送り仮名の付け方（昭和48年6月18日内閣告示第2号）
- 人名用漢字追加表（昭和51年7月30日内閣告示第1号）
- 常用漢字（昭和56年10月1日内閣告示第1号）
- 現代仮名遣い（昭和61年7月1日内閣告示第1号）
- 外来語の表記（平成3年6月28日内閣告示第2号）
- 常用漢字（平成22年11月30日内閣告示第2号）

### 選挙執行の告示
国会議員の補欠選挙・再選挙（公職選挙法第33条の2）や首長・地方議会議員の選挙（公職選挙法第33条・第34条）が行われる際には、選挙管理委員会からの告示が行われる。
なお、衆議院議員総選挙や参議院議員通常選挙については、日本国憲法第7条に定められた国事行為として、詔書をもって公示が行われる。